# گولوبوواتس، پاراچین
گولوبوواتس (به صربی: Golubovac) یک روستا در صربستان است که در ناحیه پوموراولیه واقع شده‌است.
 گولوبوواتس  ۲۶۷ نفر جمعیت دارد.